# 黄港一水库
黄港一水库是中国天津市滨海新区境内的一座水库，位于黑猪河上，建于1971年。水库正常库容为800万立方米，海拔为5米。